# Praktlysing
Praktlysing (Lysimachia punctata) är en växtart i familjen viveväxter som förekommer naturligt från centrala, östcentrala och sydöstra Europa till södra Turkiet.
Arten är en vanlig trädgårdsväxt i Sverige och finns förvildad på många platser. Praktlysing betraktas inte som invasiv art av Naturvårdsverket. Dock rekommenderas att spridning ut i naturen bör förhindras och förvildade bestånd avlägsnas..

## Synonymer
Lysimachia quadrifolia Mill.
Lysimachia villosa F.W.Schmidt
Torparglädje Trad.